# Placida von Eichendorff
Placida von Eichendorff O.S.B., nome di nascita: Hedwig Clara Maria Franziska Freiin von Eichendorff (Aquisgrana, 24 febbraio 1860 – Abbazia di Frauenchiemsee, 7 agosto 1921), è stata una badessa e religiosa tedesca, che fu una monaca benedettina e dal 1913 al 1921 fu la 51ª badessa dell'abbazia di Frauenchiemsee, nota anche come Frauenwörth.

## Biografia
Hedwig Clara Maria Franziska Freiin von Eichendorff era una nipote del poeta-avvocato Joseph von Eichendorff e secondogenita del figlio maggiore Hermann, sposato con Klara Henriette Bernhardine Simonis (1826–1908). Il 10 agosto 1892, all'età di 32 anni, entrò nell'abbazia di Frauenchiemsee come postulante del coro e prese come novizia il nome religioso di "Placida". Prese i voti religiosi perpetui il 28 agosto 1894. Nel 1902 divenne Magistra novitiorum. Alla morte della sua predecessora Cäcilia Trischberger, nell'agosto del 1913 venne eletta badessa dell'abbazia di Frauenchiemsee. Puntò l'accento sullo sviluppo della liturgia e introdusse l'ufficio conventuale. I cambiamenti strutturali previsti furono ostacolati dalla brevità del suo mandato e dallo scoppio della prima guerra mondiale. Madre Placida ha avviato i lavori preparatori per il processo di beatificazione della fondatrice del monastero Irmengarda di Chiemsee. Morì il 7 agosto 1921 all'età di 61 anni. La sepoltura ebbe luogo il 10 agosto 1921 nel cimitero dell'isola di Fraueninsel.